# 92097 Aidai
92097 Aidai este un asteroid din centura principală de asteroizi.

## Descriere
92097 Aidai este un asteroid din centura principală de asteroizi. A fost descoperit pe 3 decembrie 1999 la Kuma Kogen de Akimasa Nakamura. Asteroidul prezintă o orbită caracterizată de o semiaxă mare de 3,25 ua, o excentricitate de 0,10 și o înclinație de 1,1° în raport cu ecliptica.